# Tribromure de phosphore
Cet article possède un paronyme, voir Bromure de phosphore.
Le tribromure de phosphore est un composé chimique de formule PBr3. Il s'agit d'un liquide incolore légèrement volatil à l'odeur âcre, ininflammable, qui se décompose violemment au contact de l'eau et forme des fumées à l'air libre par hydrolyse en présence d'humidité. La molécule est tétraédrique, le doublet non liant de l'atome de phosphore interdisant aux quatre atomes d'être coplanaires — la molécule d'ammoniac présente également la même configuration. Il est utilisé au laboratoire pour convertir les alcools en halogénoalcanes. Il peut être obtenu à partir des corps simples de brome et de phosphore, c'est-à-dire à partir du dibrome Br2 et du phosphore blanc P4, avec un excès de phosphore afin d'éviter la formation de pentabromure de phosphore PBr5 :
P4 + 6 Br2 → 4 PBr3.
Le tribromure de phosphore est utilisé pour substituer du brome à un alcool primaire ou secondaire — mais pas tertiaire — par substitution nucléophile bimoléculaire (SN2) :
R–CH2OH + PBr3 → R–CH2Br + PBr2OH.
Une molécule de tribromure de phosphore peut traiter jusqu'à trois molécules d'alcool, conduisant à l'acide phosphoreux H3PO3 :
3 R–CH2OH + PBr3 → 3 R–CH2Br + H3PO3.
De la même façon, la réaction sur un acide carboxylique conduit à un bromure d'acyle :
R–COOH + PBr3 → R–COBr + PBr2OH.